# Uroxhornmal
Uroxhornmal, Ochsenheimeria urella, är en fjärilsart som beskrevs av Josef Emanuel Fischer von Röslerstamm 1842. Uroxhornmal ingår i släktet Ochsenheimeria, och familjen höstmalar, Ypsolophidae. Arten är reproducerande i både Sverige och Finland och enligt respektive rödlista är arten livskraftig, LC i båda länderna.